# Liste der Bodendenkmale in Rotenburg (Wümme)
In der Liste der Bodendenkmale in Rotenburg sind alle Bodendenkmale der niedersächsischen Gemeinde Rotenburg (Wümme) aufgelistet. Die Quelle ist der Denkmalatlas Niedersachsen. 
Der Stand der Liste ist der 29. November 2024.
Allgemein

Rotenburg im Landkreis Rotenburg (Wümme)

In den Spalten finden sich folgende Informationen des Bodendenkmales:
Lagegeographische Koordinaten
BezeichnungBezeichnung lt. Denkmalatlas
BeschreibungBeschreibung lt. Denkmalatlas
IDObjekt-ID
BildBild, ggf. zusätzlich mit Link zu weiteren Fotos im Medienarchiv Wikimedia Commons.

## Rotenburg
| Lage                       | Bezeichnung              | Beschreibung | ID       | Bild |
| -------------------------- | ------------------------ | --- | -------- | ---- |
| 53° 3′ 35″ N, 9° 25′ 28″ O | Rotenburg 1, Grabhügel   | Durchmesser ca. 7 × 6 m und Höhe ca. 0,3 m. Klein, annähernd oval. Flach, Rand auslaufend. In der Mitte liegt eine Steinpackung frei. | 28900616 | BW   |
| 53° 4′ 19″ N, 9° 23′ 26″ O | Rotenburg 2, Grabhügel   | Durchmesser ca. 15 m und Höhe ca. 0,6 m. Rund. Stark zerfurchte Oberfläche. | 28900624 | BW   |
| 53° 4′ 19″ N, 9° 23′ 24″ O | Rotenburg 3, Grabhügel   | Durchmesser ca. 15 m und Höhe ca. 0,5 m. Rund. Stark zerfurchte Oberfläche. Etwa ein Drittel durch Weg am Nordost-Rand zerstört. | 28900505 | BW   |
| 53° 4′ 44″ N, 9° 24′ 23″ O | Rotenburg 5, Grabhügel   | Durchmesser ca. 13 m und Höhe ca. 0,8 m. Rand abgesetzt. Alte, verwaschene Eingrabungen und auf der Nordhälfte in West-Ost-Richtung verlaufende Fahrspuren. | 28900497 | BW   |
| 53° 4′ 45″ N, 9° 24′ 24″ O | Rotenburg 6, Grabhügel   | Durchmesser ca. 10 m und Höhe ca. 0,7 m. Rand schwach abgesetzt. In der Mitte alte weite Eingrabung. | 28900756 | BW   |
| 53° 4′ 44″ N, 9° 24′ 18″ O | Rotenburg 7, Grabhügel   | Durchmesser ca. 16 m und Höhe ca. 0,8 m. Rund. Ebenmäßig gewölbt. | 28900757 | BW   |
| 53° 6′ 48″ N, 9° 28′ 1″ O  | Rotenburg 10, Grabhügel  | Obertägig weitgehend zerstört; runde, helle Bodenverfärbung von 18 m Dm. 1960 lagen noch kinderkopfgroße Steine an der Oberfläche und im Hügelzentrum einige Keramikscherben sowie Leichenbrandstücke, Feuersteinabschläge und verbrannter Feuerstein. | 28900623 | BW   |
| 53° 6′ 12″ N, 9° 27′ 3″ O  | Rotenburg 26, Grabhügel  | Durchmesser ca. 16 m und Höhe ca. 0,6 m. Oberfläche auffällig abgeplattet, Rand abgesetzt. | 28900506 | BW   |
| 53° 6′ 31″ N, 9° 26′ 48″ O | Rotenburg 29, Grabhügel  | Durchmesser ca. 15 m und Höhe ca. 1 m. Rund, ebenmäßig gewölbt. In Ost-West-Richtung mehrere Furchen, in der Mitte muldenartige Vertiefung, am Nord-West-Rand Ausschachtung. | 28900385 | BW   |
| 53° 5′ 56″ N, 9° 26′ 19″ O | Rotenburg 31, Grabhügel  | Durchmesser ca. 10 m und Höhe ca. 1,5 m. Rund, ebenmäßig gewölbt. Auskuhlung auf der Kuppe, 3 × 3 m, T. 0,8 m. | 28900628 | BW   |
| 53° 6′ 26″ N, 9° 25′ 17″ O | Rotenburg 32, Grabhügel  | Durchmesser ca. 12 m und Höhe ca. 2 m. Unebenmäßig gewölbt; Rand stark abgesetzt. Soll 1948/49 von ursprünglichen 1,2 m auf 2 m H. aufgeschüttet worden sein. | 28900481 | BW   |
| 53° 8′ 14″ N, 9° 24′ 19″ O | Rotenburg 34, Grabhügel  | Durchmesser ca. 12 m und Höhe ca. 1 m. Ost-Rand abgesetzt; Eintiefungen. | 28900609 | BW   |
| 53° 8′ 13″ N, 9° 24′ 19″ O | Rotenburg 35, Grabhügel  | Durchmesser ca. 8 m und Höhe ca. 0,4 m. Rand flach auslaufend. | 28900482 | BW   |
| 53° 8′ 8″ N, 9° 24′ 9″ O   | Rotenburg 36, Grabhügel  | Durchmesser ca. 21 m und Höhe ca. 0,7 m. Rund, Rand flach auslaufend; Oberfläche stark gewellt. In Südwest-Nordost-Richtung von einem Weg durchschnitten. | 28900739 | BW   |
| 53° 7′ 18″ N, 9° 24′ 25″ O | Rotenburg 62, Immenwall  | Wall–Graben–Anlage auf einem in die Wümmeniederung hineinreichenden Geländesporn. Unmittelbar westlich und südwestlich verläuft ein kleines Bachtal zur Wümme. Der umwallte Platz ist rundlich–trapezförmig mit etwa 45 m Durchmesser. Im Norden ist der Wall mit einer Höhe von 1,7 m und einer Breite von 4 – 5 m gut erhalten, im Südwesten abgetragen. An drei Seiten ist die Anlage von Gräben umgeben, von denen zwei noch Wasser enthalten. Sie wurden in neuerer Zeit erweitert, wobei die Wälle zum Teil beschädigt wurden. | 28900619 | BW   |
| 53° 6′ 28″ N, 9° 23′ 44″ O | Rotenburg 175, Burg      | | 28900631 |      |
| 53° 4′ 42″ N, 9° 24′ 25″ O | Rotenburg 229, Grabhügel | Durchmesser ca. 20 m und Höhe ca. 1 m. Annähernd rund. Einsenkungen. | 28900748 | BW   |
| 53° 4′ 27″ N, 9° 24′ 20″ O | Rotenburg 231, Grabhügel | Durchmesser ca. 12 m und Höhe ca. 1 m. Annähernd rund. Abgeflachte Kuppe. | 28900736 | BW   |
| 53° 4′ 26″ N, 9° 24′ 24″ O | Rotenburg 232, Grabhügel | Durchmesser ca. 11 m und Höhe ca. 0,6 m. Annähernd rund. Einkuhlungen. | 28900737 | BW   |
| 53° 4′ 25″ N, 9° 24′ 25″ O | Rotenburg 233, Grabhügel | Durchmesser ca. 10 m und Höhe ca. 0,5 m. Annähernd rund. | 28900738 | BW   |
| 53° 4′ 27″ N, 9° 24′ 27″ O | Rotenburg 234, Grabhügel | Durchmesser ca. 12 m und Höhe ca. 0,3 m. Annähernd rund. Ränder flach auslaufend. | 28900498 | BW   |

### Rotenburg 37
- ID:28900758
- Grabhügelfeld

| Lage                       | Bezeichnung   | Beschreibung | ID       | Bild |
| -------------------------- | ------------- | --- | -------- | ---- |
| 53° 8′ 16″ N, 9° 23′ 18″ O | Rotenburg 37  | Durchmesser ca. 21 m und Höhe ca. 1,1 m. Rund. Ränder stark abfallend. Südliches Drittel durch Furche abgetrennt.              | 28900740 | BW   |
| 53° 8′ 15″ N, 9° 23′ 17″ O | Rotenburg 38  | Durchmesser ca. 15 m und Höhe ca. 0,8 m. Rund. Kuppe leicht eingesenkt.                                                        | 28900742 | BW   |
| 53° 8′ 14″ N, 9° 23′ 17″ O | Rotenburg 39  | Durchmesser ca. 12 m und Höhe ca. 0,5 m. Rund. Flach auslaufend.                                                               | 28900743 | BW   |
| 53° 8′ 13″ N, 9° 23′ 15″ O | Rotenburg 40  | Durchmesser ca. 23 m und Höhe ca. 1,8 m. Rund. Stark abfallend.                                                                | 28900862 | BW   |
| 53° 8′ 11″ N, 9° 23′ 18″ O | Rotenburg 41  | Durchmesser ca. 10 m und Höhe ca. 0,7 m. Rund. Flach auslaufender Rand. Auf der Kuppe eine leichte Mulde.                      | 28900863 | BW   |
| 53° 8′ 10″ N, 9° 23′ 18″ O | Rotenburg 42  | Durchmesser ca. 14 m und Höhe ca. 0,8 m. Rund. Auf der Kuppe eine Mulde mit Dm. 2 m, T.0,2 m.                                  | 28900610 | BW   |
| 53° 8′ 10″ N, 9° 23′ 17″ O | Rotenburg 43  | Durchmesser ca. 15,5 m und Höhe ca. 0,8 m. Rundlich. Rand deutlich abgesetzt.                                                  | 28900865 | BW   |
| 53° 8′ 9″ N, 9° 23′ 17″ O  | Rotenburg 44  | Durchmesser ca. 20 m und Höhe ca. 1 m. Rundlich. Rand deutlich abgesetzt. Kuppe abgeflacht, Oberfläche sehr wellig.            | 28900857 | BW   |
| 53° 8′ 9″ N, 9° 23′ 18″ O  | Rotenburg 45  | Durchmesser ca. 13 m und Höhe ca. 0,7 m. Rand deutlich abgesetzt, nach Süden flach auslaufend. Wellige, zerfurchte Oberfläche. | 28900858 | BW   |
| 53° 8′ 8″ N, 9° 23′ 13″ O  | Rotenburg 46  | Durchmesser ca. 10 m und Höhe ca. 0,4 m. Rund. Auf der Kuppe eine Mulde.                                                       | 28900864 | BW   |
| 53° 8′ 6″ N, 9° 23′ 13″ O  | Rotenburg 47  | Durchmesser ca. 14,5 m und Höhe ca. 0,9 m. Rund. Rand auslaufend; Oberfläche zerfurcht.                                        | 28900734 | BW   |
| 53° 8′ 6″ N, 9° 23′ 18″ O  | Rotenburg 48  | Durchmesser ca. 14 m und Höhe ca. 0,8 m. Von Südwest nach Nordost ein Graben, im Süden ein eingeschnittener Wildwechsel.       | 28900735 | BW   |
| 53° 8′ 5″ N, 9° 23′ 14″ O  | Rotenburg 49  | Durchmesser ca. 13,5 m und Höhe ca. 0,5 m. Oberfläche Wellig und zerfurcht.                                                    | 28900741 | BW   |
| 53° 8′ 9″ N, 9° 23′ 3″ O   | Rotenburg 50  | Durchmesser ca. 17 m und Höhe ca. 0,5 m. Rund.                                                                                 | 28900382 | BW   |
| 53° 8′ 3″ N, 9° 23′ 17″ O  | Rotenburg 51  | Durchmesser ca. 15 m und Höhe ca. 0,7 m. Rund.                                                                                 | 28900383 | BW   |
| 53° 8′ 3″ N, 9° 23′ 19″ O  | Rotenburg 52  | Durchmesser ca. 15,5 m und Höhe ca. 1,1 m. Rund. Auf der Kuppe eine Mulde mit Dm. 1,5 m und T. 0,25 m.                         | 28900384 | BW   |
| 53° 8′ 3″ N, 9° 23′ 20″ O  | Rotenburg 53  | Durchmesser ca. 14 m und Höhe ca. 0,2 m. Rund.                                                                                 | 28900508 | BW   |
| 53° 8′ 2″ N, 9° 23′ 19″ O  | Rotenburg 54  | Durchmesser ca. 11 m und Höhe ca. 0,6 m. Rund.                                                                                 | 28900509 | BW   |
| 53° 8′ 3″ N, 9° 23′ 18″ O  | Rotenburg 55  | Durchmesser ca. 13 m und Höhe ca. 0,6 m. Rundlich. Leichte Mulde auf der Kuppe.                                                | 28900606 | BW   |
| 53° 8′ 11″ N, 9° 23′ 12″ O | Rotenburg 161 | Annähernd oval, Südwest-Nordost orientiert, Dm. 15 × 11 m; H. 0,5 m. Ränder flach auslaufend, Oberfläche wellig und zerfurcht. | 28900615 | BW   |
| 53° 8′ 11″ N, 9° 23′ 13″ O | Rotenburg 162 | Annähernd oval, Südwest-Nordost orientiert, Dm. ca. 15 × 10 m; H. bis 0,5 m. Oberfläche wellig.                                | 28900617 | BW   |
| 53° 7′ 59″ N, 9° 23′ 18″ O | Rotenburg 163 | Durchmesser ca. 10 m und Höhe ca. 0,3 m. Rund. Flach auslaufender Rand.                                                        | 28900618 | BW   |
| 53° 8′ 15″ N, 9° 23′ 17″ O | Rotenburg 236 | Durchmesser ca. 15 m und Höhe ca. 0,3 m. Annähernd rund.                                                                       | 28900489 | BW   |

### Rotenburg 56
- ID:28900629
- Sechs Grabhügel in einer Reihe von West nach Ost; Dm. 13 – 18 m und H. 0,9 – 1,1 m. Der östlichste  ist durch eine große, tiefe Eingrabung sehr gestört.

| Lage                       | Bezeichnung  | Beschreibung                                                                                                | ID       | Bild |
| -------------------------- | ------------ | --- | -------- | ---- |
| 53° 7′ 18″ N, 9° 24′ 6″ O  | Rotenburg 56 | Durchmesser ca. 13 m und Höhe ca. 0,9 m. Ebenmäßig gewölbt. Rand abgesetzt.                                 | 28900492 | BW   |
| 53° 7′ 18″ N, 9° 24′ 9″ O  | Rotenburg 57 | Durchmesser ca. 18 m und Höhe ca. 0,9 m. Rund. Eingrabung in der Hügelmitte. 1,5 × 1,4 m, T. 1 m.           | 28900493 | BW   |
| 53° 7′ 18″ N, 9° 24′ 11″ O | Rotenburg 58 | Durchmesser ca. 15 m und Höhe ca. 1 m. Rund.                                                                | 28900494 | BW   |
| 53° 7′ 18″ N, 9° 24′ 13″ O | Rotenburg 59 | Durchmesser ca. 15 m und Höhe ca. 1 m. Rund.                                                                | 28900750 | BW   |
| 53° 7′ 18″ N, 9° 24′ 14″ O | Rotenburg 60 | Durchmesser ca. 14 m und Höhe ca. 1 m. Rund.                                                                | 28900751 | BW   |
| 53° 7′ 19″ N, 9° 24′ 15″ O | Rotenburg 61 | Durchmesser ca. 13 m und Höhe ca. 1 m. Rund. Durch Eingrabung (Dm. 7 m; T. 1,5 m) im Zentrum stark gestört. | 28900752 | BW   |

### Rotenburg 78
- ID:28900753
- Gruppe von ursprünglich 13 Grabhügeln mit 10 – 24 Meter Durchmesser und 0,4 – 1,7 Meter Höhe, davon zwei zerstört.

| Lage                       | Bezeichnung   | Beschreibung | ID       | Bild |
| -------------------------- | ------------- | --- | -------- | ---- |
| 53° 8′ 44″ N, 9° 20′ 17″ O | Rotenburg 78  | Durchmesser ca. 13 m und Höhe ca. 1 m. Rund. Einkuhlungen; an der Ost-Seite drei Betonsockel.                                                                                               | 28900491 | BW   |
| 53° 8′ 48″ N, 9° 20′ 25″ O | Rotenburg 81  | Durchmesser ca. 10 m und Höhe ca. 0,8 m. Rund. Südwest-Rand durch tiefergelegenen Weg abgetrennt; im Zentrum Mulde mit Dm 1 m und T. 0,3 m.                                                 | 28900614 | BW   |
| 53° 8′ 47″ N, 9° 20′ 21″ O | Rotenburg 82  | Durchmesser ca. 14 m und Höhe ca. 1 m. Rund. | 28900607 | BW   |
| 53° 8′ 51″ N, 9° 20′ 26″ O | Rotenburg 83  | Durchmesser ca. 24 m und Höhe ca. 1,2 m. Rundlich. Oberfläche hügelig, Ränder stark zerfurcht. Störungen durch Eingrabungen am Ost- und West-Rand und Mulde auf der Hügelkuppe mit Dm. 4 m. | 28900608 | BW   |
| 53° 8′ 51″ N, 9° 20′ 29″ O | Rotenburg 84  | Durchmesser ca. 15 m und Höhe ca. 0,8 m. Rund. Nord−Rand stark zerfurcht, Oberfläche wellig.                                                                                                | 28900611 | BW   |
| 53° 8′ 52″ N, 9° 20′ 25″ O | Rotenburg 85  | Durchmesser ca. 11 m und Höhe ca. 0,7 m. Rund. In Kuppennähe Mulde mit Dm. 2 m; T. 0,4 m.                                                                                                   | 28900875 | BW   |
| 53° 8′ 54″ N, 9° 20′ 28″ O | Rotenburg 86  | Durchmesser ca. 22 m und Höhe ca. 1,7 m. Rund. Rand abgesetzt. Auf der Kuppe Betonquader. Im Westen große Eingrabung von 5 × 1,5 m und T. 0,5 m.                                            | 28900876 | BW   |
| 53° 8′ 53″ N, 9° 20′ 29″ O | Rotenburg 87  | Durchmesser ca. 20 m und Höhe ca. 1,1 m. Rund. Oberfläche stark zerfurcht. | 28900877 | BW   |
| 53° 8′ 53″ N, 9° 20′ 31″ O | Rotenburg 88  | Durchmesser ca. 15 m und Höhe ca. 0,7 m. Rund. Oberfläche stark zerfurcht. | 28900859 | BW   |
| 53° 8′ 56″ N, 9° 20′ 28″ O | Rotenburg 89  | Durchmesser ca. 7 m und Höhe ca. 0,4 m. Rund. Starke Störung durch Eingrabung im Zentrum von 3,3 × 1 m und T. 0,4 m.                                                                        | 28900860 | BW   |
| 53° 8′ 46″ N, 9° 20′ 22″ O | Rotenburg 235 | Durchmesser ca. 10 m und Höhe ca. 0,4 m. Annähernd rund. Einkuhlungen. | 28900861 | BW   |

### Rotenburg 90
- ID:28900754
- Gruppe von 23 Grabhügeln mit  Dm. 8 – 21 m und H. 0,3 – 1,2 m.

| Lage                       | Bezeichnung   | Beschreibung | ID       | Bild |
| -------------------------- | ------------- | --- | -------- | ---- |
| 53° 8′ 47″ N, 9° 21′ 50″ O | Rotenburg 90  | Durchmesser ca. 17,5 m und Höhe ca. 0,3 m. Rundlich.                                                                 | 28900872 | BW   |
| 53° 8′ 45″ N, 9° 21′ 49″ O | Rotenburg 91  | Durchmesser ca. 16 m und Höhe ca. 1,2 m. Rund.                                                                       | 28900873 | BW   |
| 53° 8′ 45″ N, 9° 21′ 48″ O | Rotenburg 92  | Durchmesser ca. 21 m und Höhe ca. 0,4 m. Rund. Über die Kuppe führt ein Waldweg.                                     | 28900874 | BW   |
| 53° 8′ 44″ N, 9° 21′ 48″ O | Rotenburg 93  | Durchmesser ca. 14 m und Höhe ca. 0,7 m. Rund. Auf der Kuppe faust- und kindskopfgroße Steine.                       | 28900486 | BW   |
| 53° 8′ 42″ N, 9° 21′ 49″ O | Rotenburg 94  | Durchmesser ca. 20 m und Höhe ca. 1 m. Rund.                                                                         | 28900487 | BW   |
| 53° 8′ 41″ N, 9° 21′ 49″ O | Rotenburg 95  | Durchmesser ca. 11 m und Höhe ca. 0,3 m. Rund.                                                                       | 28900488 | BW   |
| 53° 8′ 41″ N, 9° 21′ 49″ O | Rotenburg 96  | Durchmesser ca. 15 m und Höhe ca. 0,7 m. Rund.                                                                       | 28900866 | BW   |
| 53° 8′ 40″ N, 9° 21′ 50″ O | Rotenburg 97  | Durchmesser ca. 15 m und Höhe ca. 0,7 m. Rund.                                                                       | 28900867 | BW   |
| 53° 8′ 40″ N, 9° 21′ 52″ O | Rotenburg 98  | Oval, Nordost-Südwest orientiert, Dm. 21 × 11 m; H. 0,6 m. Oberfläche stark zerfurcht.                               | 28900868 | BW   |
| 53° 8′ 41″ N, 9° 21′ 50″ O | Rotenburg 99  | Durchmesser ca. 17 m und Höhe ca. 1 m. Rund.                                                                         | 28900744 | BW   |
| 53° 8′ 42″ N, 9° 21′ 50″ O | Rotenburg 100 | Durchmesser ca. 14,5 m und Höhe ca. 1 m. Rund. Faust- und kindskopfgroße Steine. Am südlichen Rand tiefe Fahrspuren. | 28900745 | BW   |
| 53° 8′ 41″ N, 9° 21′ 51″ O | Rotenburg 101 | Durchmesser ca. 10 m und Höhe ca. 0,8 m. Rund. Durch Fahrspuren zerfurcht.                                           | 28900746 | BW   |
| 53° 8′ 43″ N, 9° 21′ 50″ O | Rotenburg 102 | Durchmesser ca. 14 m und Höhe ca. 1 m. Rund. Über das westliche Drittel verläuft ein Rodungswall.                    | 28900759 | BW   |
| 53° 8′ 41″ N, 9° 21′ 53″ O | Rotenburg 103 | Durchmesser ca. 14 m und Höhe ca. 0,9 m. Rund. Einkuhlungen.                                                         | 28900855 | BW   |
| 53° 8′ 41″ N, 9° 21′ 52″ O | Rotenburg 104 | Leicht oval, Ost-West orientiert, Dm. 12 × 8 m; H. 0,7 m. Unebene und wellige Oberfläche.                            | 28900856 | BW   |
| 53° 8′ 43″ N, 9° 21′ 55″ O | Rotenburg 105 | Durchmesser ca. 12 m und Höhe ca. 1,2 m. Rund.                                                                       | 28900869 | BW   |
| 53° 8′ 43″ N, 9° 21′ 54″ O | Rotenburg 106 | Durchmesser ca. 11 m und Höhe ca. 0,8 m. Rund.                                                                       | 28900870 | BW   |
| 53° 8′ 44″ N, 9° 21′ 53″ O | Rotenburg 107 | Durchmesser ca. 10 m und Höhe ca. 1 m. Rundlich.                                                                     | 28900871 | BW   |
| 53° 8′ 44″ N, 9° 21′ 54″ O | Rotenburg 108 | Durchmesser ca. 12 m und Höhe ca. 0,7 m. Rund.                                                                       | 28900731 | BW   |
| 53° 8′ 45″ N, 9° 21′ 51″ O | Rotenburg 109 | Durchmesser ca. 10 m und Höhe ca. 0,6 m. Rund.                                                                       | 28900732 | BW   |
| 53° 8′ 47″ N, 9° 21′ 53″ O | Rotenburg 110 | Durchmesser ca. 12 m und Höhe ca. 0,6 m. Rund. Unregelmäßig gewölbt.                                                 | 28900733 | BW   |
| 53° 8′ 46″ N, 9° 21′ 50″ O | Rotenburg 111 | Durchmesser ca. 14 m und Höhe ca. 0,3 m. Rundlich.                                                                   | 28900625 | BW   |
| 53° 8′ 47″ N, 9° 21′ 51″ O | Rotenburg 112 | Durchmesser ca. 8 m und Höhe ca. 0,4 m. Rundlich. Unregelmäßig gewölbt.                                              | 28900626 | BW   |

### Rotenburg 155
- ID:28900755
- Gruppe von sechs Grabhügeln mit 7 – 14 m Dm. und 0,35 – 1 m H

| Lage                       | Bezeichnung   | Beschreibung | ID       | Bild |
| -------------------------- | ------------- | --- | -------- | ---- |
| 53° 8′ 53″ N, 9° 20′ 52″ O | Rotenburg 155 | Durchmesser ca. 10 m und Höhe ca. 0,35 m. Nord–Hälfte durch Kiesgrube zerstört. Am Rand Fahrspur.                                   | 28900627 | BW   |
| 53° 8′ 53″ N, 9° 20′ 50″ O | Rotenburg 156 | Durchmesser ca. 10 m und Höhe ca. 0,6 m. Rund. Unebene Oberfläche; Fahrspur in West-Ost-Richtung. Am Süd-Rand ein Findling.         | 28900502 | BW   |
| 53° 8′ 52″ N, 9° 20′ 50″ O | Rotenburg 157 | Durchmesser ca. 13,5 m und Höhe ca. 1 m. Rund. Unregelmäßige Oberfläche, leichte Senke in der Mitte. Fahrspur in West-Ost-Richtung. | 28900503 | BW   |
| 53° 8′ 52″ N, 9° 20′ 51″ O | Rotenburg 158 | Durchmesser ca. 11,5 m und Höhe ca. 0,65 m. Rund. Durch Tiergänge gestört.                                                          | 28900504 | BW   |
| 53° 8′ 52″ N, 9° 20′ 53″ O | Rotenburg 159 | Durchmesser ca. 14 m und Höhe ca. 0,65 m. Rund. Unregelmäßige Oberfläche. Fahrspur in West-Ost-Richtung über die Nordhälfte.        | 28900495 | BW   |
| 53° 8′ 52″ N, 9° 20′ 52″ O | Rotenburg 160 | Durchmesser ca. 7 m und Höhe ca. 0,5 m. Rund. Unregelmäßige Oberfläche.                                                             | 28900496 | BW   |

## Unterstedt
| Lage                      | Bezeichnung              | Beschreibung | ID       | Bild |
| ------------------------- | ------------------------ | --- | -------- | ---- |
| 53° 4′ 1″ N, 9° 20′ 25″ O | Unterstedt 20, Grabhügel | Durchmesser ca. 20 m und Höhe ca. 0,7 m. Rund. Ebenmäßig gewölbt, Rand allmählich auslaufend. Oberfläche wellig, in der Mitte eine kleine Einsenkung; Südost-Rand zerfurcht. | 28901608 | BW   |

### Unterstedt 1
- ID:28901482
- Gruppe von ursprünglich elf Grabhügeln, von denen fünf mit Dm. 9 – 20 m und H. 0,4 – 0,7 m erhalten sind. Die übrigen, die bereits teilweise erheblich gestört waren, wurden 1957 und 1984 durch Ausgrabungen untersucht. Dabei wurden unter anderem ein Becher der Einzelgrabkultur und eine Flintklinge gefunden.

| Lage                       | Bezeichnung  | Beschreibung | ID       | Bild |
| -------------------------- | ------------ | --- | -------- | ---- |
| 53° 3′ 16″ N, 9° 21′ 48″ O | Unterstedt 3 | Durchmesser ca. 20 m und Höhe ca. 0,5 m. Sehr abgeflacht mit zahlreichen älteren Eingrabungen.                                                                                 | 28901365 | BW   |
| 53° 3′ 19″ N, 9° 21′ 51″ O | Unterstedt 4 | Durchmesser ca. 11 m und Höhe ca. 0,5 m. Ebenmäßig gewölbt und flach auslaufend. Im Südosten Sandentnahme. Bei Instandsetzungsarbeiten 2010 wurde ein Steinkranz festgestellt. | 28901366 | BW   |
| 53° 3′ 18″ N, 9° 21′ 50″ O | Unterstedt 5 | Durchmesser ca. 13,5 m und Höhe ca. 0,7 m. Ebenmäßig gewölbt und flach auslaufend.                                                                                             | 28901367 | BW   |
| 53° 3′ 18″ N, 9° 21′ 50″ O | Unterstedt 6 | Durchmesser ca. 9 m und Höhe ca. 0,4 m. Rand allmählich auslaufend. West-Teil eingeebnet.                                                                                      | 28901613 | BW   |
| 53° 3′ 17″ N, 9° 21′ 49″ O | Unterstedt 7 | Durchmesser ca. 11 m und Höhe ca. 0,5 m. Rand läuft flach aus. | 28901614 | BW   |

### Unterstedt 12
- ID:28901374
- Gruppe von ursprünglich fünf großen Grabhügeln. Erhalten sind noch zwei. Die anderen wurden vor 1962 und 1981 bzw. 2016 obertägig zerstört.

| Lage                       | Bezeichnung   | Beschreibung | ID       | Bild |
| -------------------------- | ------------- | --- | -------- | ---- |
| 53° 3′ 32″ N, 9° 21′ 23″ O | Unterstedt 12 | | 28901375 | BW   |
| 53° 3′ 35″ N, 9° 21′ 22″ O | Unterstedt 14 | Durchmesser ca. 20 m und Höhe ca. 1,5 m. Rund. Rand gut abgesetzt.                                                                               | 28901377 | BW   |
| 53° 3′ 33″ N, 9° 21′ 20″ O | Unterstedt 15 | Durchmesser ca. 14 m und Höhe ca. 0,8 m. Rund. Ausschachtung in Zentrum 8 × 2 m in Nord-Süd-Richtung, T. 1 m. West-Rand durch Furche abgetrennt. | 28901378 | BW   |

### Unterstedt 22
- ID:28901381
- Grabhügelfeld

| Lage                       | Bezeichnung   | Beschreibung | ID       | Bild |
| -------------------------- | ------------- | --- | -------- | ---- |
| 53° 4′ 19″ N, 9° 21′ 49″ O | Unterstedt 22 | Teilweise alt abgetragen und durch Feldweg von Südwest nach Nordost gestört, Größe ca. 11 × 6 m und Höhe ca. 0,3 m, Oberfläche uneben, mit zahlreichen Eingrabungen.                                                    | 28901477 | BW   |
| 53° 4′ 22″ N, 9° 21′ 53″ O | Unterstedt 25 | Zerstört, alt abgetragen, Größe ca. 12 × 7 m und Höhe ca. 0,4 m. Als schwache Bodenerhöhung mit geringem Randresten im Feldweg erkennbar.                                                                               | 28901625 | BW   |
| 53° 4′ 22″ N, 9° 22′ 2″ O  | Unterstedt 28 | Durchmesser ca. 18 m und Höhe ca. 0,9 m. Rundlich–quadratisch, von allen Seiten angeschnitten. | 28901610 | BW   |
| 53° 4′ 18″ N, 9° 22′ 10″ O | Unterstedt 36 | Durchmesser ca. 16 m und Höhe ca. 1,9 m. Ebenmäßig gewölbt mit deutlich abgesetztem Rand, im Südosten stark angeschnitten.                                                                                              | 28901621 | BW   |
| 53° 4′ 19″ N, 9° 22′ 7″ O  | Unterstedt 37 | Durchmesser ca. 12,5 m und Höhe ca. 1,15 m. Ebenmäßig gewölbt. Rand an allen Seiten abgeschoben. | 28901622 | BW   |
| 53° 4′ 20″ N, 9° 22′ 5″ O  | Unterstedt 38 | Durchmesser ca. 9 m und Höhe ca. 0,9 m. Auslaufender Rand. Über die Hälfte durch einen Waldweg angeschnitten und zerstört.                                                                                              | 28901623 | BW   |
| 53° 4′ 21″ N, 9° 22′ 2″ O  | Unterstedt 39 | Durchmesser ca. 11 m und Höhe ca. 1,2 m. Ebenmäßig gewölbt, Rand deutlich abgesetzt. In der Mitte kleine Mulde. | 28901615 | BW   |
| 53° 4′ 20″ N, 9° 22′ 2″ O  | Unterstedt 40 | Durchmesser ca. 12 m und Höhe ca. 1,1 m. Ebenmäßig gewölbt. | 28901616 | BW   |
| 53° 4′ 20″ N, 9° 22′ 2″ O  | Unterstedt 41 | Durchmesser ca. 15 m und Höhe ca. 1,4 m. Ebenmäßig gewölbt; Süd-Hälfte durch Anschieben von Stubben abgeflacht. | 28901618 | BW   |
| 53° 4′ 20″ N, 9° 22′ 0″ O  | Unterstedt 42 | Durchmesser ca. 12,5 m und Höhe ca. 1,3 m. Ebenmäßig gewölbt, Rand deutlich abgesetzt. | 28901371 | BW   |
| 53° 4′ 18″ N, 9° 22′ 1″ O  | Unterstedt 43 | Durchmesser ca. 16 m und Höhe ca. 0,4 m. Flach, ebenmäßig; leicht abgeschoben und überpflügt. Über der Mitte in Ost–Westrichtung Stubben–Windbruch–Wall.                                                                | 28901372 | BW   |
| 53° 4′ 18″ N, 9° 22′ 5″ O  | Unterstedt 44 | Durchmesser ca. 20 m und Höhe ca. 0,7 m. Ebenmäßig gewölbt mit flach auslaufendem Rand. Bei Neuaufforstung leicht überpflügt und abgeschoben. Über den nördlichen Teil in Ost–West–Richtung ein Stubben–Windbruch–Wall. | 28901373 | BW   |
| 53° 4′ 17″ N, 9° 22′ 2″ O  | Unterstedt 45 | Durchmesser ca. 18 m und Höhe ca. 0,8 m. Ebenmäßig gewölbt mit flach auslaufendem Rand. | 28901501 | BW   |
| 53° 4′ 19″ N, 9° 21′ 57″ O | Unterstedt 46 | Durchmesser ca. 12 m und Höhe ca. 0,5 m. Im Süden und Westen angepflügt. Oberfläche uneben; in der Mitte eine leichte Mulde.                                                                                            | 28901502 | BW   |

## Waffensen
| Lage                       | Bezeichnung             | Beschreibung | ID       | Bild |
| -------------------------- | ----------------------- | --- | -------- | ---- |
| 53° 6′ 52″ N, 9° 20′ 5″ O  | Waffensen 37, Grabhügel | Oval, 15 × 11 m; Nord- und Südrand des ursprünglich runden Hügels von 15 m Dm. sind abgetragen; H. 0,8 m. Rand im Südosten deutlich abgesetzt, sonst flach auslaufend; einzelne freiliegende Steine. | 28901601 | BW   |
| 53° 6′ 33″ N, 9° 20′ 27″ O | Waffensen 41, Grabhügel | Durchmesser ca. 13 m und Höhe ca. 0,6 m. Nordwest-Rand etwas abgesetzt, sonst flach auslaufend. Unebene Oberfläche; durch zahlreiche Eingrabungen und Tiergänge sowie Sandentnahme gestört.          | 28901620 | BW   |
| 53° 6′ 32″ N, 9° 20′ 27″ O | Waffensen 42, Grabhügel | Zerwühlte kleine Erhebung, durch Erdentnahme gestört; H. bis 0,3 m. 1962 noch Hügel von 12 m Dm., 1 m H.                                                                                             | 28901604 | BW   |